# William Armstrong, 1. Baron Armstrong

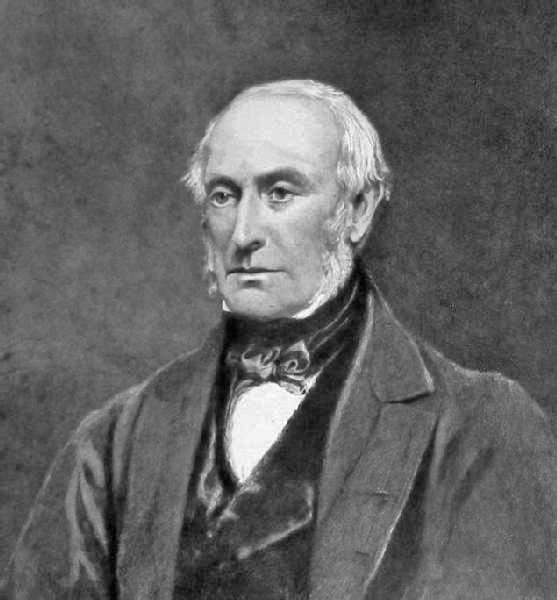
William George Armstrong, 1. Baron Armstrong

William George Armstrong, 1. Baron Armstrong (* 26. November 1810 in Benwell/Newcastle upon Tyne; † 27. Dezember 1900 in Cragside nahe Rothbury in Northumberland) war ein bedeutender britischer Industrieller des 19. Jahrhunderts und Begründer des Armstrong-Whitworth-Konzerns, der vor allem im Bereich der Stahl- und Schwerindustrie tätig war. Er ist der Erfinder der ersten industriell hergestellten Hinterladerkanonen, die von der Royal Navy eingesetzt wurden. Im Bereich der Herstellung solcher Waffen war er ein direkter Konkurrent von Joseph Whitworth und Alfred Krupp.

## Leben
Als Sohn eines Getreidehändlers in Newcastle, der außerdem ein starkes Interesse an Naturgeschichte und Mathematik hatte, sollte William George Armstrong die Laufbahn eines Anwalts einschlagen. Er absolvierte seine juristische Ausbildung erfolgreich und arbeitete als Partner in einer Anwaltskanzlei. Trotz dieser Ausbildung zeigte er wie sein Vater ein starkes Interesse an Naturwissenschaften, wobei sein Hauptinteresse jedoch bei dem Entwurf und der Konstruktion von Maschinen lag. In dem Club der Literarisch-Wissenschaftlichen Gesellschaft Newcastle hielt er zu diesem Themengebiet eine Reihe von beachtenswerten Vorträgen. 1839 erfand er die „Zickzackegge“ dann 1840 konstruierte er schließlich mit einem hydroelektrischen Generator seine erste Maschine. Diese Erfindung basierte auf der Beobachtung einer elektrostatischen Entladung eines Dampfkessels, der sich in einem Bergwerk in Northumberland befand.
1846 begann er, sich mit der Konstruktion hydraulischer Maschinen zu beschäftigen. Er gewann eine Reihe von Investoren, die es ihm ermöglichten, einen hydraulischen Kran zu entwickeln. Diese Entwicklung wurde auch in finanzieller Hinsicht ein solcher Erfolg, dass es ihm 1847 möglich war, seine Anwaltskanzlei aufzugeben und sich nur noch dem Aufbau seiner ersten Fabrik für Kranherstellung in Elswick bei Newcastle zu widmen.

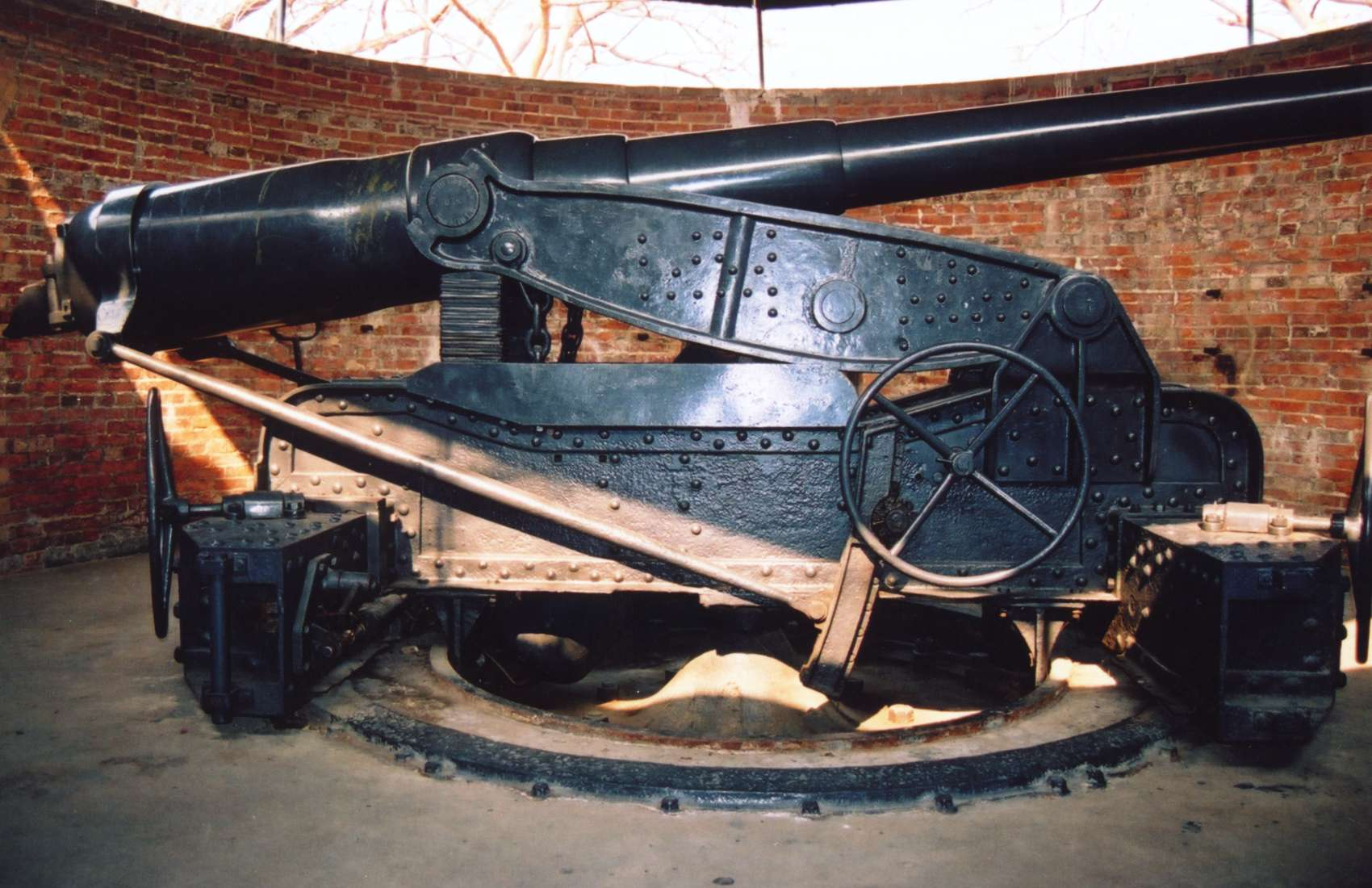
Eine von Armstrongs Firma hergestellte Kanone auf einer sogenannten Verschwind-Lafette in einer Barbette-Stellung im Fort Chulachomklao, Samut Prakan, Thailand

Nach dem Ausbruch des Krimkrieges begann Armstrong, sich verstärkt dem Waffengeschäft zu widmen. Seine ersten Produkte waren ein Hinterladergewehr und eine Hinterladerkanone mit einem Kaliber von 2 Zoll (51 mm), die ab 1854 an die Royal Navy verkauft wurde. Fünf Jahre später hatte er ein Hinterladergeschütz mit einem Kaliber von 7 Zoll (178 mm) entwickelt, das ebenfalls von der Royal Navy übernommen wurde. Es setzte sich damit gegen ein Geschütz durch, das von Joseph Whitworth entwickelt und hergestellt worden war. 1859 gründete er für das expandierende Waffengeschäft die Elswick Ordnance Company. 1859 wurde Armstrong als Knight Bachelor („Sir“) geadelt und als Companion in den Order of the Bath aufgenommen.
Seine Kanonen, die als bahnbrechend für die moderne Artillerie galten, wurden an zahlreiche Armeen in Europa verkauft, er versorgte im Amerikanischen Bürgerkrieg von 1861 bis 1865 sowohl die Konföderierten als auch die Unionsarmeen mit Geschützen. Einen Rückschlag erlitt er, als sich 1863 bei der Beschießung von Kagoshima herausstellte, dass seine schweren Hinterladergeschütze konstruktive Mängel aufwiesen, die 13 britische Seeleute das Leben kosteten. Die sogenannte Armstrong-Kanone, ein von Armstrong entwickeltes Vorderladergeschütz im Kaliber 17,72 Zoll (das ein Gesamtgewicht von 100 t hatte), wurde unter anderen von der britischen und italienischen Marine auf Kriegsschiffen und in Küstenbefestigungen verwendet – von diesen Geschützen existieren heute noch zwei Exemplare, eines in Gibraltar, das andere in Fort Rinella auf der Insel Malta.

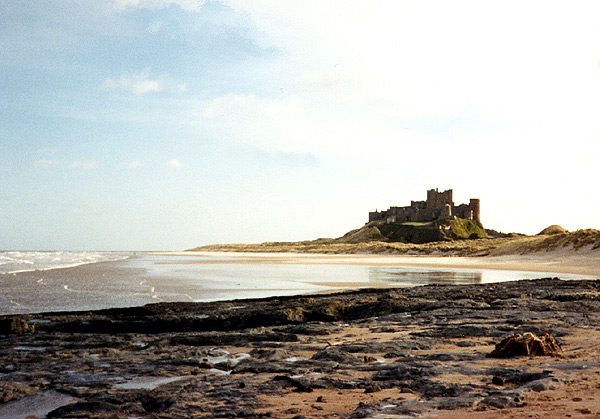
Bamburgh Castle

Ab 1863 begann Armstrong, sich immer mehr aus der Leitung seiner Firma zurückzuziehen und anderen Interessen zu widmen (Familie, Landschaftsgärtnerei). Er gründete das College of Physical Science in Newcastle, aus dem später die heutige Newcastle University hervorging. 1887 wurde er als Baron Armstrong zum erblichen Peer erhoben, wurde dadurch Mitglied des House of Lords und ließ sich das Landgut Cragside zu einem standesgemäßen Familiensitz ausbauen. Cragside war 1880 das erste Gebäude der Welt, das durch hydroelektrisch erzeugten Strom und mit ersten Kohlefadenlampen von Joseph Wilson Swan beleuchtet wurde. Sein letztes großes Projekt, das er im Alter von 80 Jahren begann, war der Erwerb und die Restaurierung von Bamburgh Castle, einer großen Burg an der Küste von Northumberland, die noch heute im Eigentum der Familie Armstrong steht. Er starb bevor die kompletten Restaurierungsarbeiten abgeschlossen wurden.
Seine Unternehmen begannen ab 1882 auch Schiffe, insbesondere Kriegsschiffe, zu bauen. Diese wurden einschließlich Geschützen für viele Marinen der Welt gebaut, insbesondere für die Kaiserlich Japanische Marine. In dem Werftbetrieb in Elswick beschäftigte Armstrong viele fähige Ingenieure, darunter George Wightwick Rendel, der den Kreuzer als Schiffstyp erfand. Das Unternehmen verschmolz 1897 mit dem Betrieb von Whitworth zu Armstrong Whitworth, welches wiederum später in den Vickers-Konzern übernommen wurde. Bei seinem Tod beschäftigte sein Unternehmen über 20.000 Mitarbeiter und war somit eines der größten Industrieimperien des Viktorianischen Zeitalters.
Da seine 1835 mit Margaret Ramshaw geschlossene Ehe kinderlos blieb, erlosch sein Adelstitel bei seinem Tod 1900. Erbe seines Vermögens wurde sein Großneffe William Watson-Armstrong, dem 1903 der Titel eines Baron Armstrong neu verliehen wurde.